# آرشاکیان
آرشاکیان (زبان ارمنی: Արշակյան), یکی از نام‌های خانوادگی رایج در میان ارمنیان می‌باشد.
- اینگا و آنوش آرشاکیان، خوانندگان دوئت در سبک فولک
- داویت آرشاکیان، بازیکن فوتبال
- هاکوب آرشاکیان،
- هرانوش آرشاکیان،

## منبع
- Հովակիմյան, Բախտիար (2005). Հայոց ծածկանունների բառարան (PDF). Երևան: ԵՊՀ հրատ.